# Szalkszentmárton
Szalkszentmárton község Bács-Kiskun vármegyében, a Kunszentmiklósi járásban.

## Fekvése
A vármegye északi részén, a Kiskunság nyugati szélén, a Duna bal partján fekszik, a folyótól 4 kilométerre. Budapesttől és Kecskeméttől egyaránt ~60 kilométer választja el. A település lapos határa valaha a Duna ártere volt. Az új Pentele híd átadása óta a község közúton mindössze 25 kilométerre van a térség legnagyobb városának számító Dunaújvárostól.
A szomszédos települések: észak felől Tass, kelet felől Kunszentmiklós-Bösztörpuszta, dél felől Dunavecse, nyugat felől pedig Dunaújváros.
Szalkszentmártontól a Dunáig az ártérben kavicsbányászattal foglalkoznak. Több tó is kialakult a kavicskitermelés folytán, ezek ma a horgászatot kedvelők kirándulóhelyei.

### Megközelítése, közlekedése
A község nyugati határában halad el az 51-es főút, így ez a legfontosabb közúti megközelítési útvonala; Szabadszállással az 5213-as út köti össze, déli határszéle közelében van még az 513-as főút északi végpontja is.
2007-ig, ameddig a Kunszentmiklós-Tass–Dunapataj-vasútvonal működött, Szalkszentmárton vonattal is elérhető volt, Kunszentmiklóshoz képest az első megállási pont volt a vonal itteni megállóhelye. A vonal bezárása óta a község közösségi közlekedéssel csak autóbuszon közelíthető meg. Jelenleg a Volánbusz Kalocsa–Kunszentmiklós, Dunaegyháza–Kecskemét, Kunszentmiklós–Dunaújváros, Budapest–Kalocsa és Budapest–Baja járatai biztosítanak közlekedési kapcsolatokat az itt élők számára, e járatoknak köszönhetően a környező nagyvárosok jól megközelíthetőek.
A Duna túlpartján elterülő településekkel korábban kompjárat kötötte össze Szalkszentmártont, ez a járat a Pentele híd átadása után megszűnt.

## Története
A kedvező adottságoknak köszönhetően már az őskorban is éltek emberek a környéken. A fennmaradt régi iratokban három falu, Szalk, Szentmárton és Kis Csaba neve szerepel. Közülük Szalk volt a legnépesebb. Szalkszentmárton  Szalk és Szentmárton (Lovászfölde) összeolvadásából jött létre.

### Szalk
Szalk nevét fennmaradt oklevél 1317-ben említi először; akkor Solk alakban írták, s a Szalki nemesek birtokolták. 1317–1318-ban az örökös nélkül elhalt Szalki András itteni földjét Károly Róbert király Chata fia Becsei Imrének adományozta Szent Mihály templomával együtt.
A templomot 1317-től jelölik a Zichy család írásos forrásai. 1320-tól jegyezték okleveleken. A Szalk faluban élőket egy bizonyos Márton kovács az árvíz ideje alatt kimentette, ezért szentté avatták.[forrás?]
1320-ban Becsei Imre 50 M-ért megvette Szalki Mihály és fiai itteni birtokát is, körülhatárolták, s még ugyanez évben megvette Szalki Mihálytól a Szalkból kihasított Petlend földet is Lovász (Szentmárton) és Beledülése között. A másik falut, Szentmártont három évvel később, 1320-ban említik először fennmaradt oklevelek.
1324-ben Beledülése földet vásárolta meg Becsei Imre. 1325-ben Wgrinus és fiai adták el itteni szerzett részüket 20 M-ért ugyancsak Becsei Imrének. 1332-ben papja 5 garas pápai tizedet fizetett.
Szalk és Szent Márton falvakat a tizenöt éves háború során lerombolták. A 17. században, amikor a terület újra benépesült, kissé módosult a települések fekvése. Szalkszentmártonon klasszicista, barokk, késői barokk, középkori stílusú épületeket találunk a központban. Sok tornácos parasztházat építettek a 18. századtól a 20. századig. 1775-ben emelték a késő barokk stílusú, vakárkádos szalkszentmártoni református templomot. 1822-ben épült a szalkszentmártoni gabonatároló műemlék épülete.
Szalkszentmárton címere 1842-ből való.

### Szentmárton
Szentmárton (Lovász, Lovászfölde) nevét fennmaradt oklevelek 1320-ban említik először, Lowaz alakban. Eredetileg királyi lovászok faluja lehetett, melyet utóbb Szent Mártonnak szentelt templomáról neveztek el. 1324-ben Becsei Imre birtokaként szerepel.
Az épített környezet megőrzéséért a község 2000-ben „Európa díjat” kapott. 
Európai viszonylatban is ritka látvány a szigorúan zárt faluközpont, benne a falusi klasszicista építészet egyik remeke, a Jókai utcában található községháza műemlék épülete. A Festetics-uradalom 1821. évi leírása szerint az akkor mezővárosi rangot élvező Szalkszentmárton városháza eredetileg a vendégfogadó (ma Petőfi Sándor Emlékkiállítás) helyén állt, azonban leégett. A tűzvészt követően telekcserére került sor, és az egykori városháza helyén a nagy vendégfogadót építették fel. Az új városházát pedig egy másik helyen kezdték meg kialakítani, ahol eredetileg az uradalmi kocsma állt. A ma is látható és ma is községházaként funkcionáló épületet a kocsma alapfalaira és pincéjére építették. Mivel az uradalmi kocsma már 1790-ben is állt, a városházát még a 18. században kellett, hogy építsék. A bejárati ajtó fölötti vöröses márványtáblába vésett 1842-es évszám valószínűleg a Festetics család által végrehajtott felújítás vagy újjáépítés dátumaként értelmezhető.
A Jókai utca másik jellegzetes épülete az 1810-ben épült beálló vendégfogadó és mészárszék, melynek falára 1901-ben márvány emléktábla került annak emlékére, hogy Petőfi Sándor családjának, a Petrovics családnak a lakhelye volt 1845–46-ban. Petőfi a felvidéki utazása után, 1845. július 12-én érkezett először a szülői házhoz. Ekkor született a Fekete kenyér című, első szalkszentmártoni verse. Költeményei alatt egyébként 112-szer olvasható keletkezési helyként Szalkszentmárton neve. Itt íródott két drámája (Zöld Marci, Tigris és hiéna) és egy regénye (A hóhér kötele) is. Amikor a szülők egyéves bérlete megszűnt, a családnak távoznia kellett. A távozás előtti napon a vendégfogadó udvarán árverést tartottak a Petrovics család ingóságai fölött; ezek nagy része dobra került, de jelentős részük ma is látható az Emlékkiállításon. A több mint két évszázados épület ellenállt a változtatási törekvéseknek, s csak kevés átalakításon esett át a két évszázad alatt. Eredeti funkcióját egészen 1949-ig megőrizte. 
Műemlék a főtéren álló, 1775-ben épült  kései barokk református templom. A templom érdekessége több 18. századi berendezés: a Mózes-szék, az úrasztalába beépített ón keresztelő medence és a papi szék. A Szalkszentmártoni Református Egyházközség lelkipásztora 2012 óta Alföldy-Boruss Dániel.
A Szent Márton-szobrot 2000-ben avatták fel a központban. A Munkácsy-díjas Marton László több szobrot is készített Szalkszentmártonnak, egyik alkotása a világháborúkban elesett hősöknek szentelt, 210 nevet felsoroló 1996-os páros emlékmű.
1944. november 2-án az első szovjet csapatok délről, Szabadszállás felől érkeztek, s több ezren megszállták Szalkszentmártont. Budapest irányába haladtak tovább. 30 000 katonával állomásoztak a térségben. Dunapentele magasságában a Dunán hídfőállást akartak létrehozni. A folyam bal partján beásták magukat, s vasutat építettek. De a német és magyar tüzérség Dunapentelénél és Dunaföldvárnál meghiúsította a hídfőállás létrehozását. A harcok mindkét oldalon sok emberáldozatot követeltek.
A szalkszentmártoni római katolikus templomot1957-ben szentelték fel. A Szent Mihály-templom alapjai 1968-ban kerültek elő. 
1973-ban alakult meg a népi tánccsoport.
Az 1960-as években a településen működött az Állami Juhutódellenőrző Állomás.
A Kiskunsági-főcsatornánt nyaranta látogató vendégek főként hétvégi turisták, akiket a horgászat csábít a zöld övezetbe.

## Közélete

### Polgármesterei
- 1990–1994: Aranyi János (független)[4]
- 1994–1998: Aranyi János (független)[5]
- 1998–2002: Aranyi János (független)[6]
- 2002–2006: Aranyi János (független)[7]
- 2006–2010: Aranyi János (független)[8]
- 2010–2014: Káposztás Tibor (független)[9]
- 2014–2019: Káposztás Tibor (független)[10]
- 2019–2022: Káposztás Tibor (független)[11]
- 2022–2024: Gulyásné Horváth Tünde (független)[12]
- 2024– : Gulyásné Horváth Tünde (független)[1]

A településen 2022. június 26-án időközi polgármester-választást kellett tartani, mert a korábbi polgármester 2022 február elején elhunyt. Az időközi lényegében tét nélkül zajlott, mert a posztért csak egyetlen jelölt indult el.

## Igazgatása, programok
Márton-napi felvonulást rendeznek minden év november 11-én. 
Falunapot is tartanak minden évben.
A református templomban jótékonysági koncerteket rendeznek; a befolyt összeggel a belvízkárosultakat is támogatják. 

## Népesség
A település népességének változása:
| Lakosok száma | 2879 | 2851 | 2752 | 2869 | 2831 | 2771 | 2814 |
|               | 2013 | 2014 | 2018 | 2021 | 2022 | 2023 | 2024 |

A 2011-es népszámlálás során a lakosok 91,6%-a magyarnak, 3,3% cigánynak, 0,3% németnek, 0,3% románnak, 0,2% ukránnak mondta magát (8,4% nem nyilatkozott; a kettős identitások miatt a végösszeg nagyobb lehet 100%-nál). A vallási megoszlás a következő volt: római katolikus 28,1%, református 37,2%, evangélikus 0,9%, görögkatolikus 0,1%, felekezeten kívüli 14,9% (17,6% nem nyilatkozott).
2022-ben a lakosság 92,9%-a vallotta magát magyarnak, 2,5% cigánynak, 0,4% németnek, 0,1-0,1% ukránnak, szlováknak és románnak, 1,5% egyéb, nem hazai nemzetiségűnek (7,1% nem nyilatkozott; a kettős identitások miatt a végösszeg nagyobb lehet 100%-nál). Vallásuk szerint 29,6% volt református, 19,2% római katolikus, 0,5% evangélikus, 0,3% görög katolikus, 0,1% ortodox, 0,6% egyéb keresztény, 1% egyéb katolikus, 14,9% felekezeten kívüli (33,7% nem válaszolt).

## Nevezetességei
- Petőfi Sándor-emlékkiállítás
- Petőfi Sándor-szobor
- Szent Márton tér
- Szent Márton-szobor
- 56-os emlékmű
- I. világháborús emlékmű
- II. világháborús emlékmű
- Szalkszentmártoni református templom
- Szalkszentmártoni katolikus templom[17]

## Nevezetes személyek
- 1846-ban Petőfi Szalkszentmártonon írta sok versét, köztük a Tündérálom címűt is.
- 2024. szeptemberi felfüggesztéséig Szalkszentmártonon volt plébános Bese Gergő (1983–) katolikus pap, a 777 volt bloggere.[18]

## Képgaléria

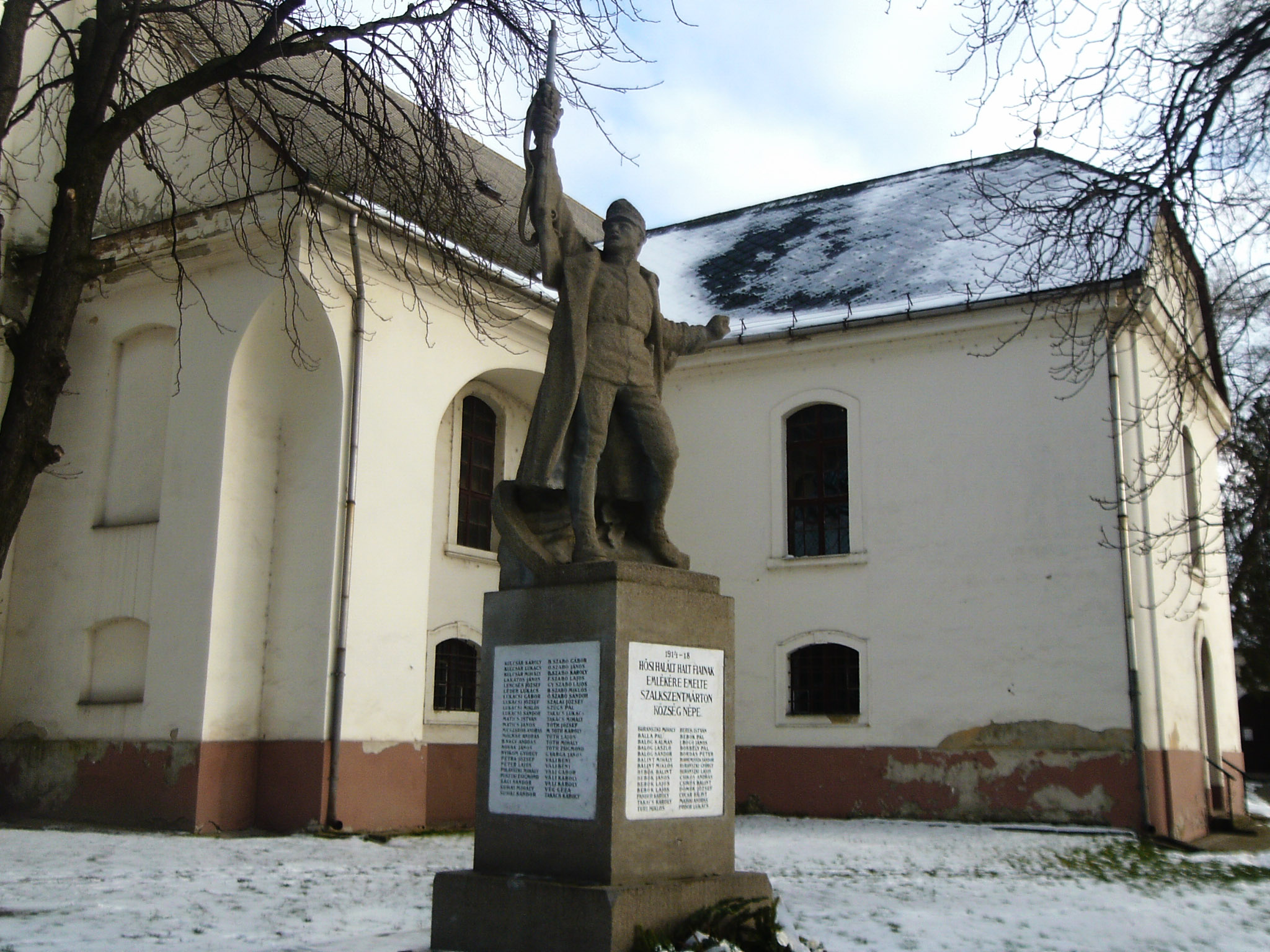
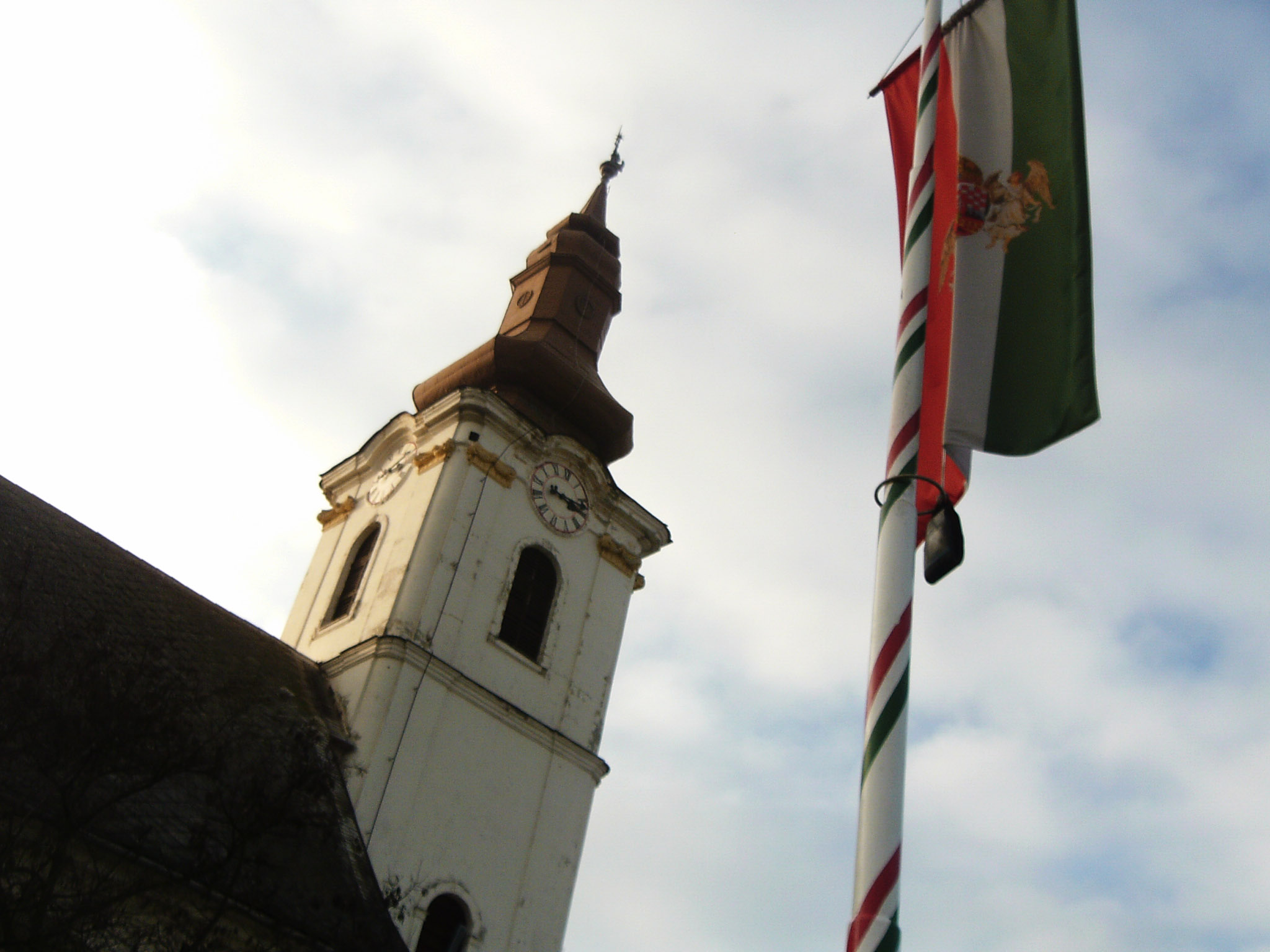
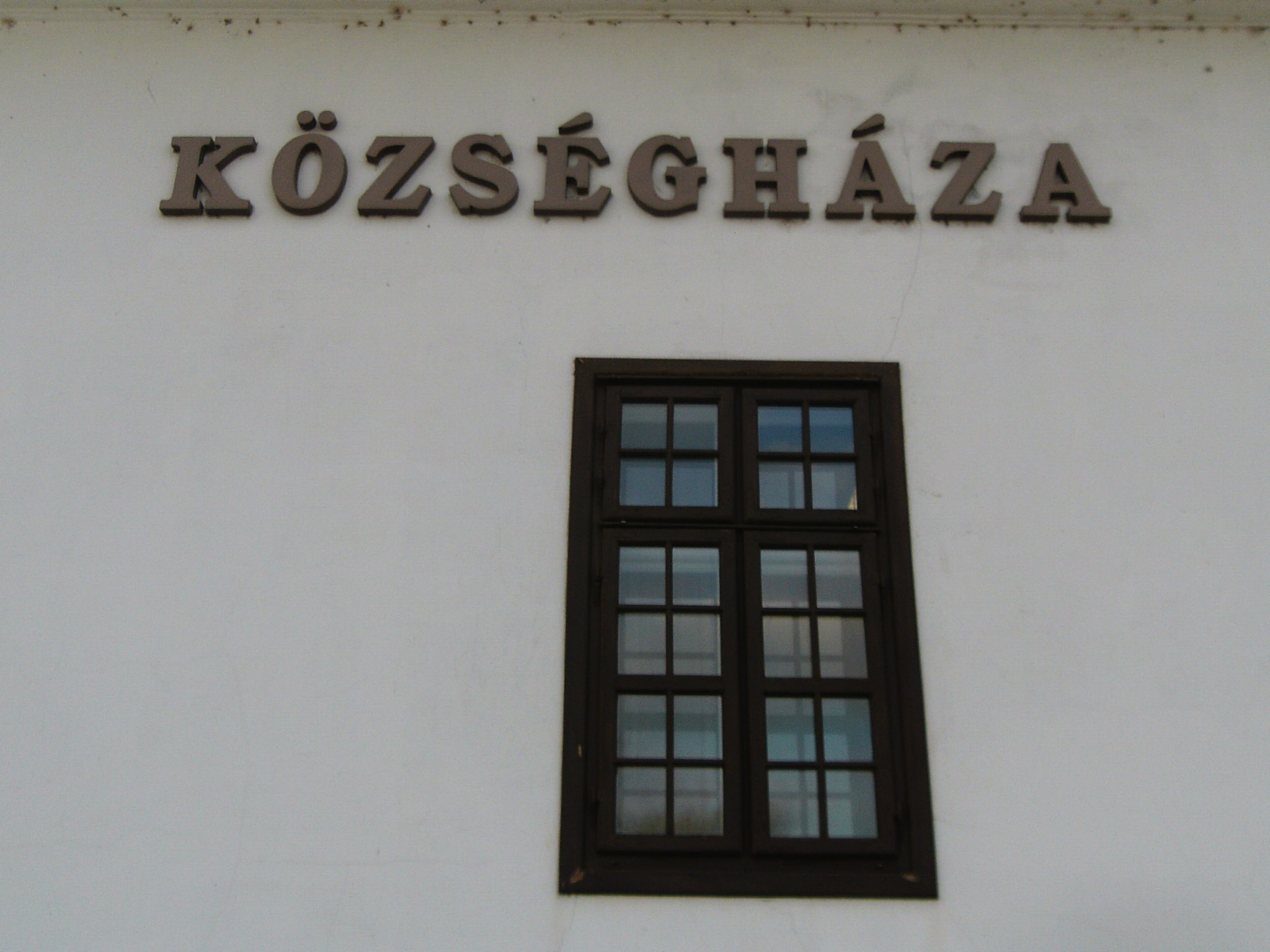
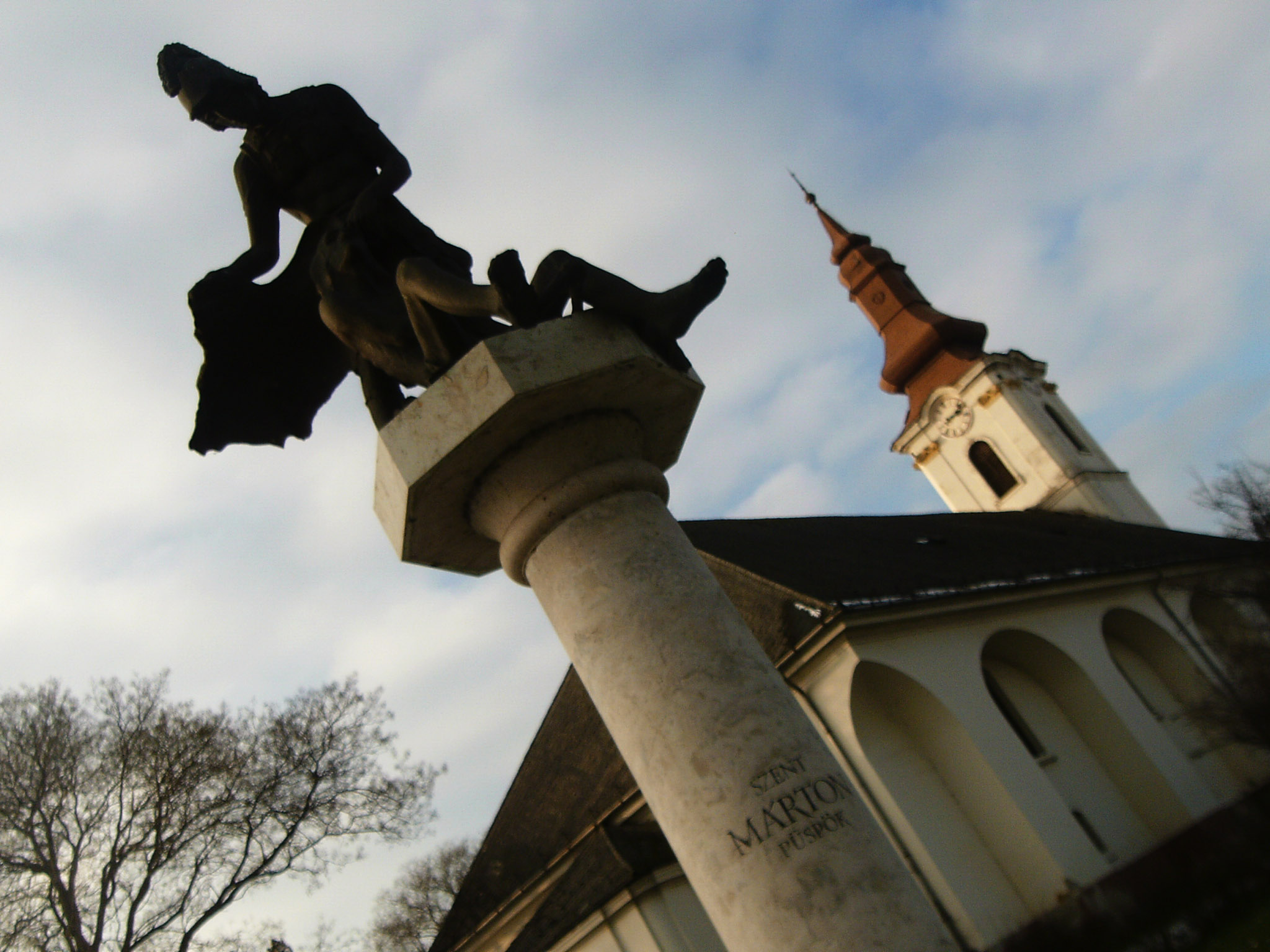
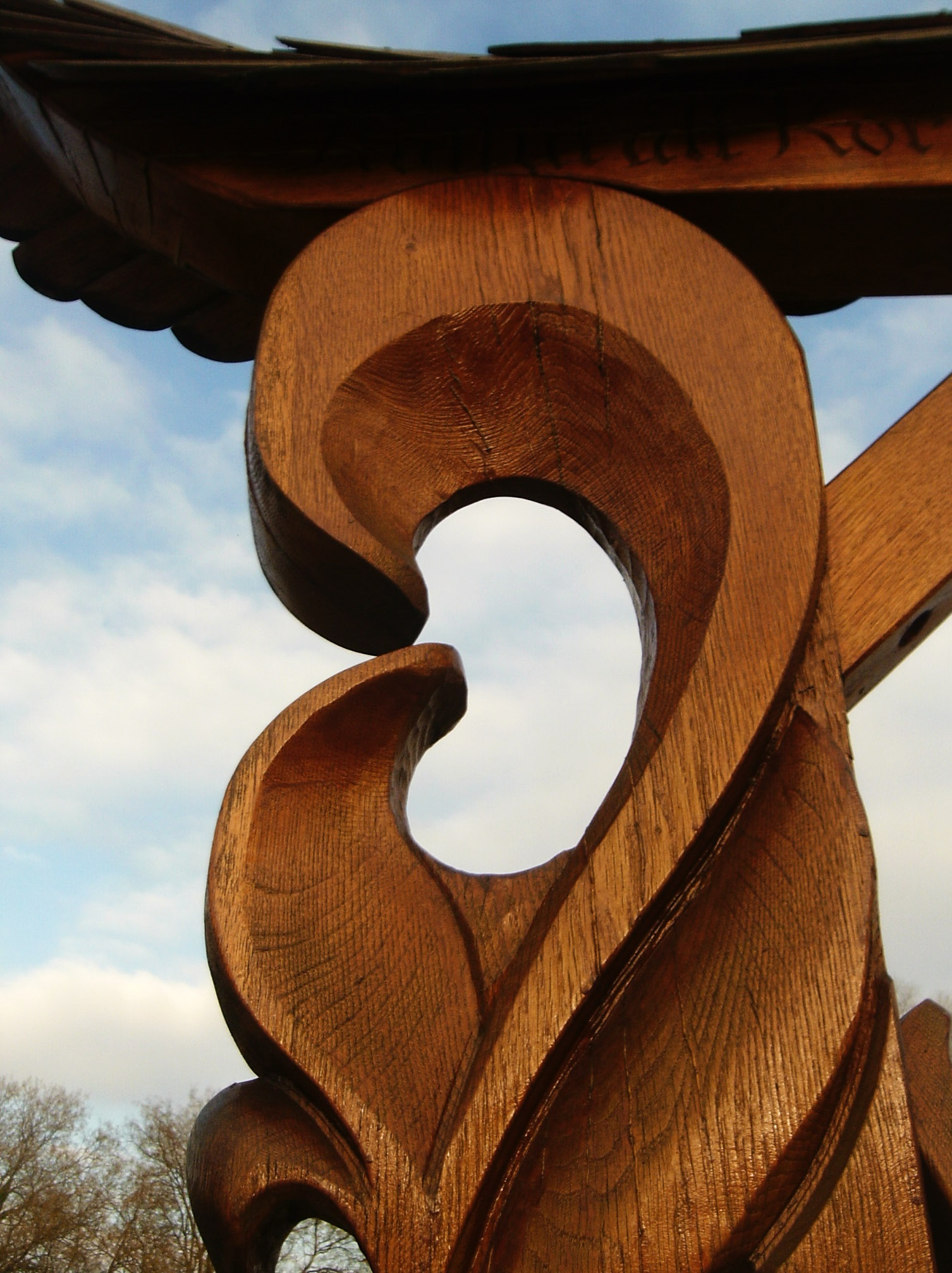
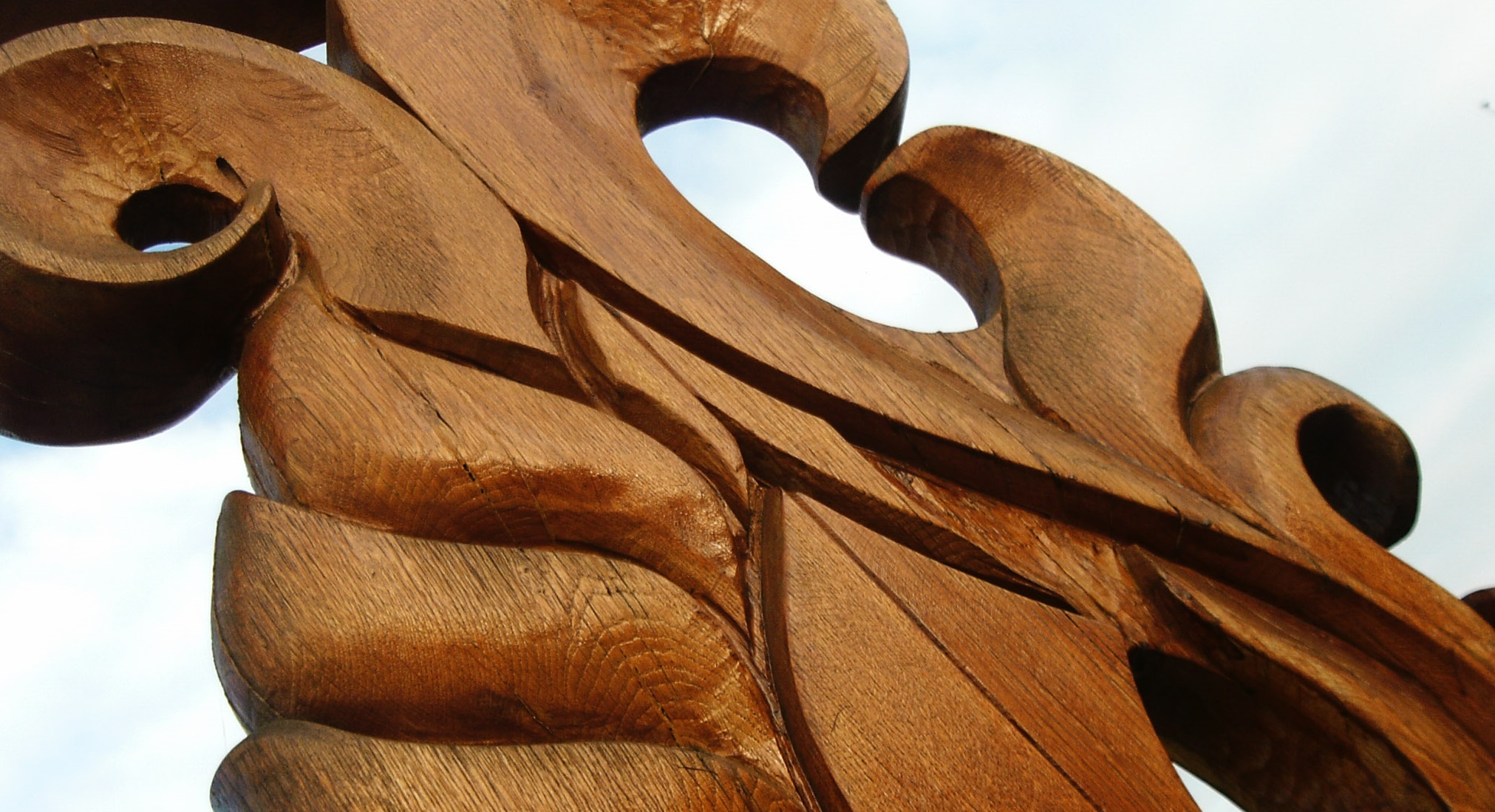
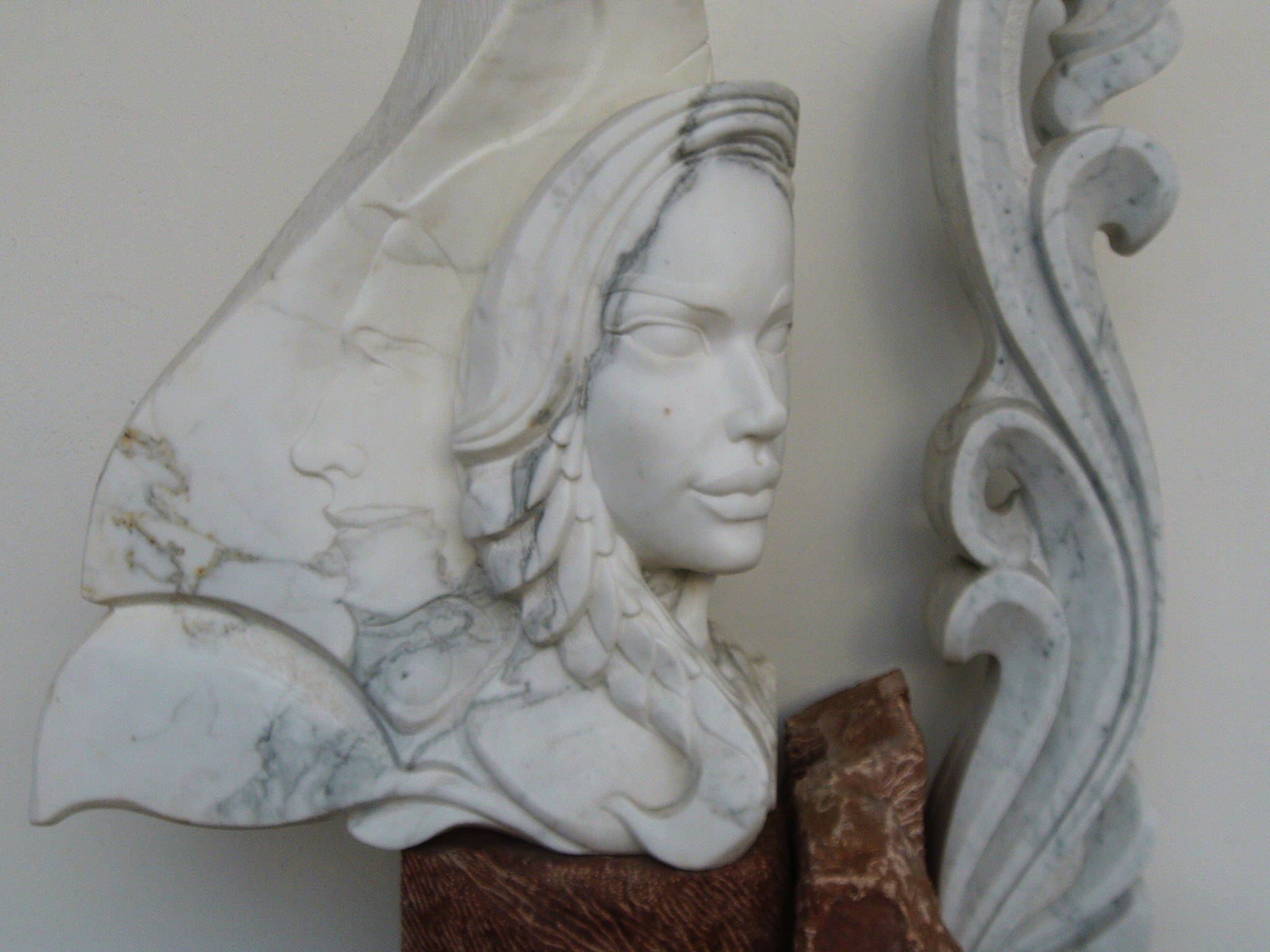
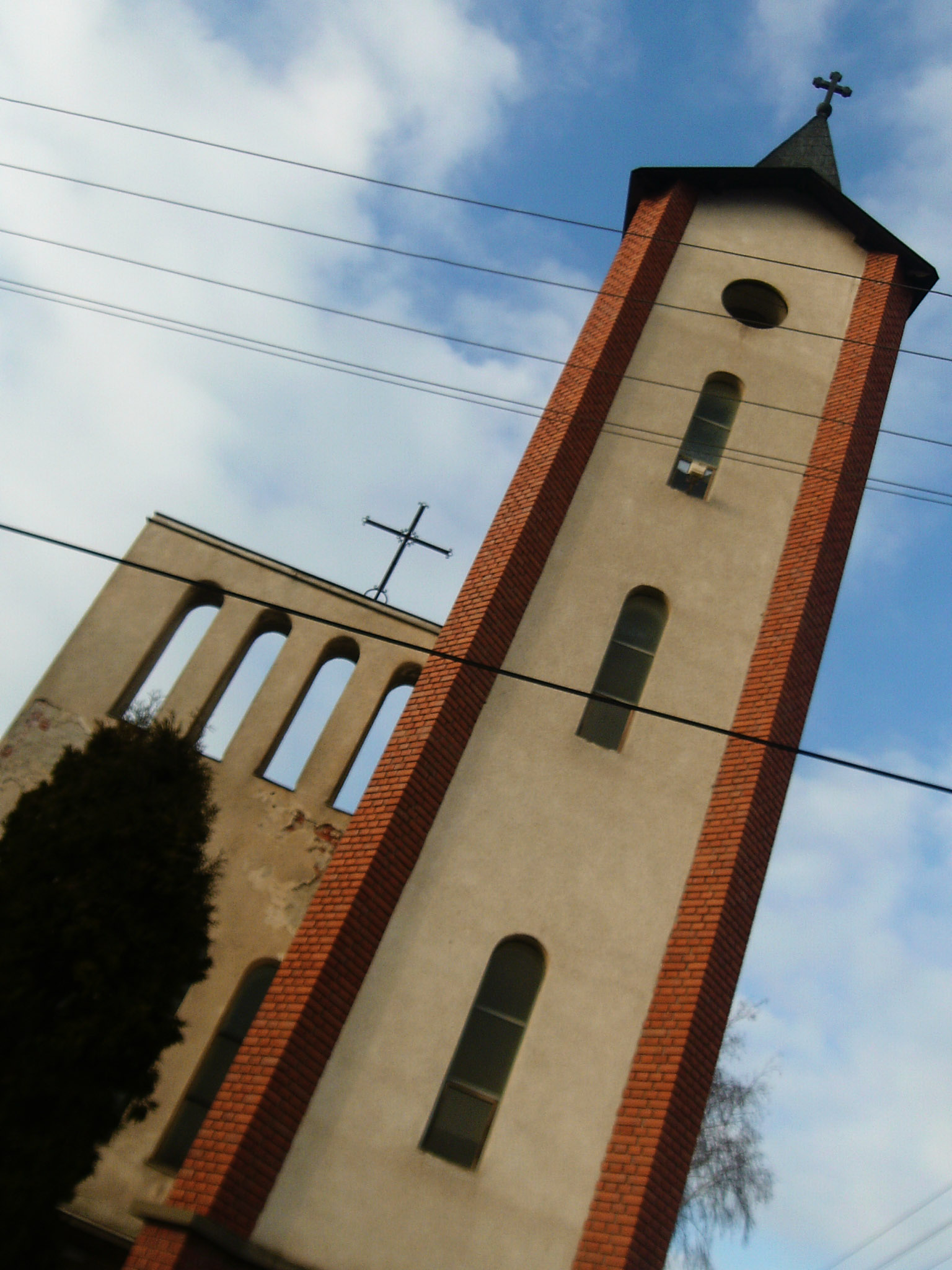
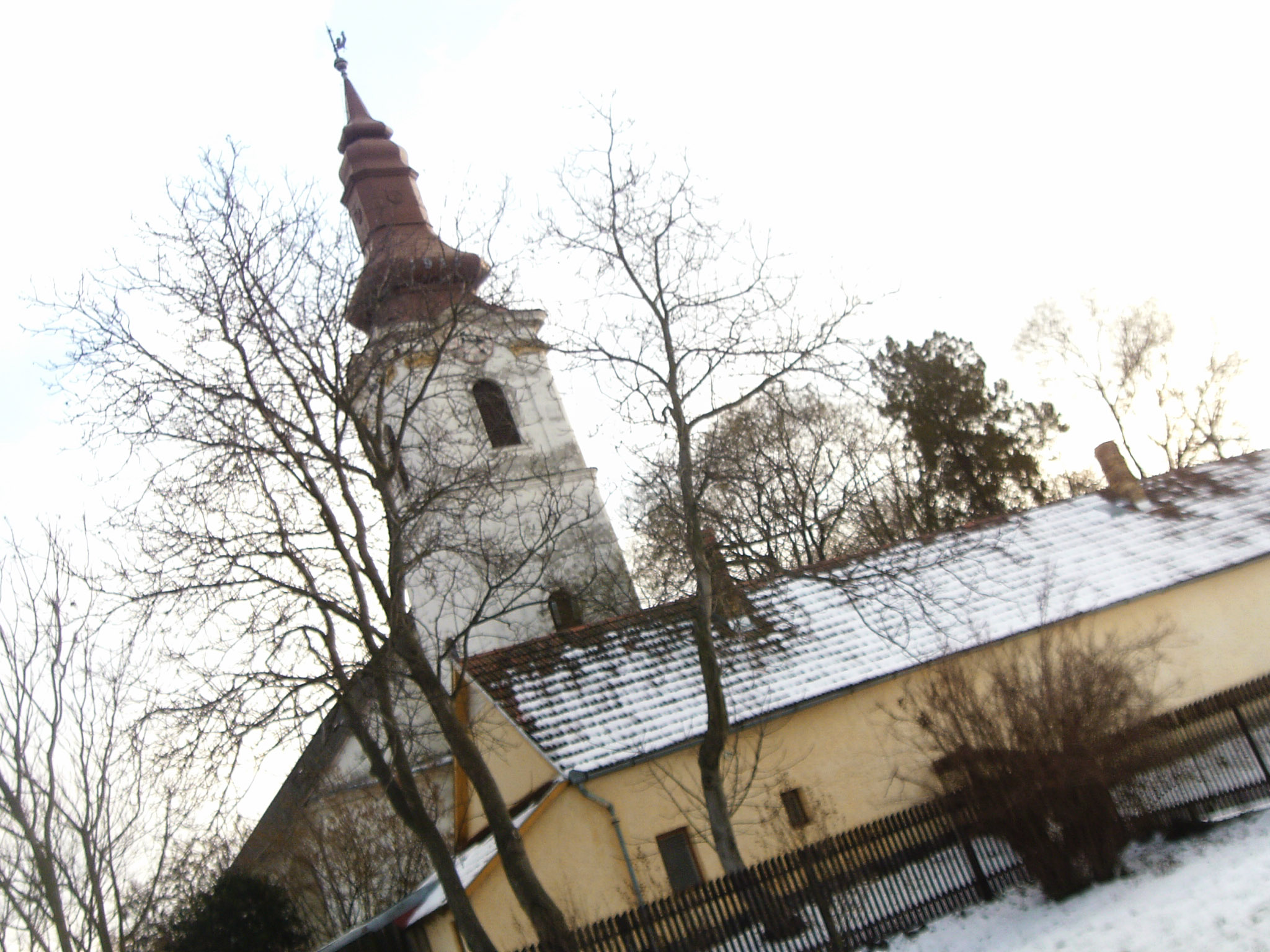
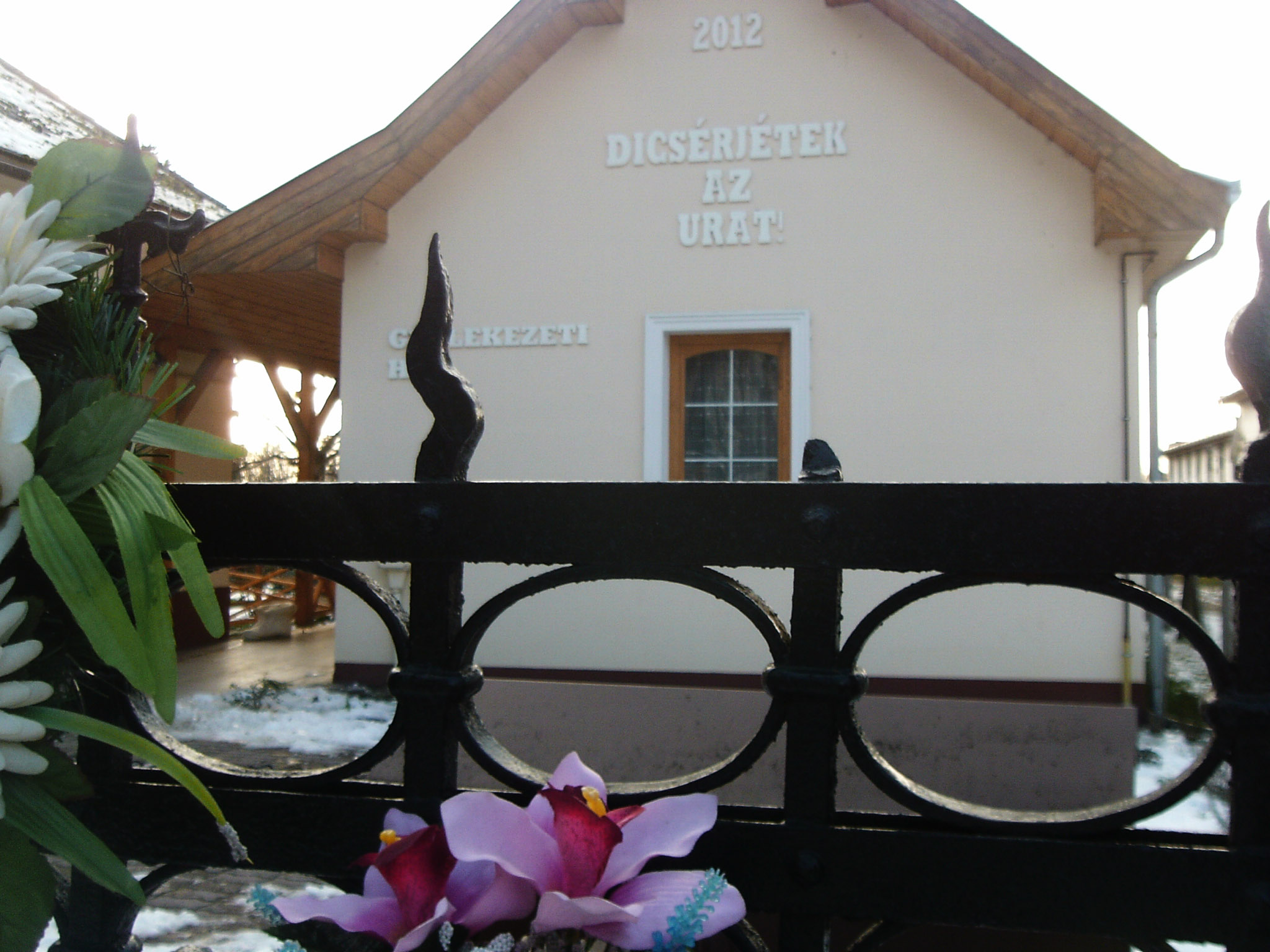
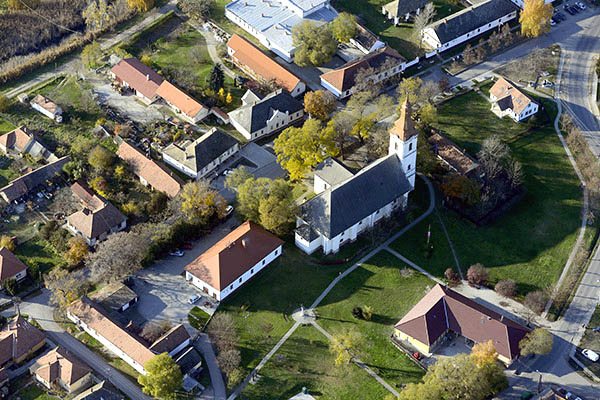
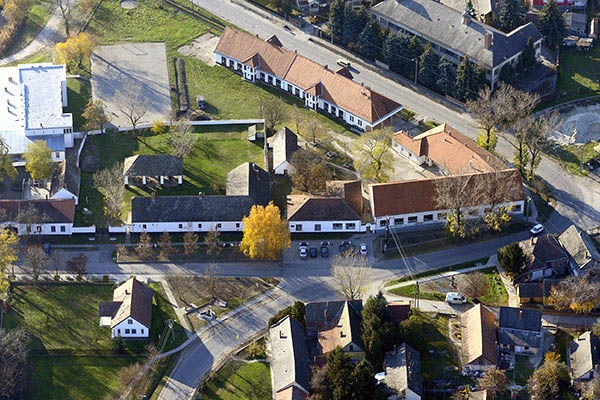
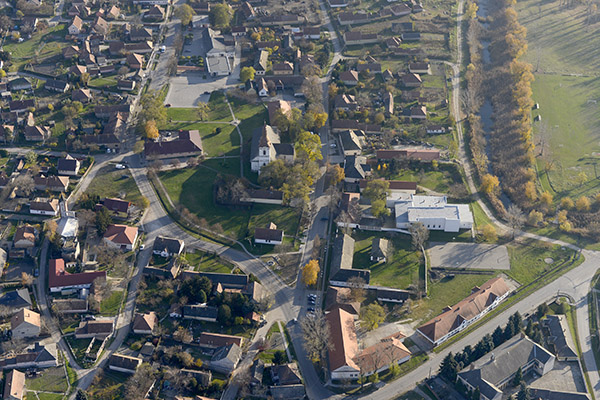
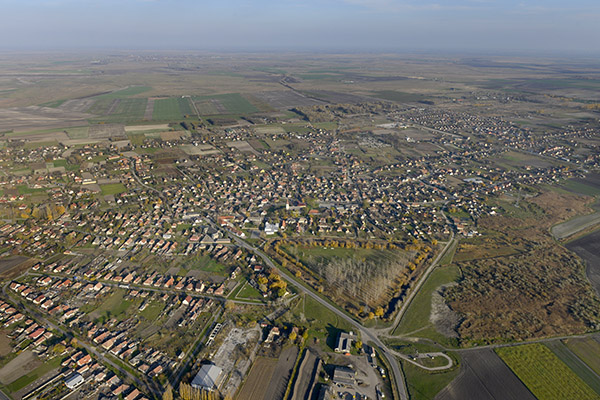
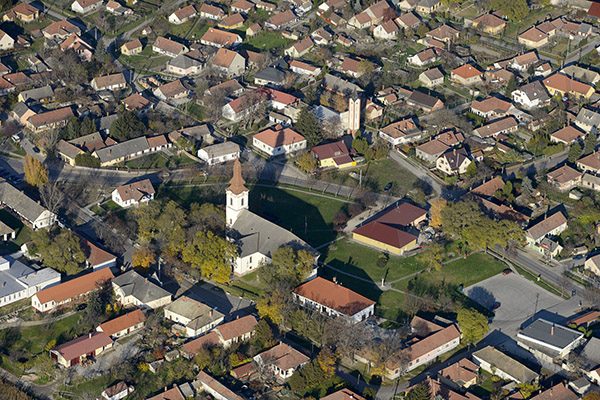